# Michail Naumowitsch Kalik
Michail Naumowitsch Kalik (russisch Михаил Наумович Калик; * 29. Januar 1927 in Archangelsk, Russische SFSR, Sowjetunion; † 31. März 2017 in Jerusalem, Israel) war ein sowjetisch-israelischer Regisseur und Drehbuchautor.

## Leben
Michail Kalik wurde als Sohn eines bekannten Theaterkünstlers 1927 in der Sowjetunion geboren. Nach einem Studium am Staatlichen Institut für Theaterkunst (GITIS) wurde er 1949 am ebenfalls staatlichen Gerassimow-Institut für Kinematographie (WGIK) in der Klasse von Grigorij Alexandrow aufgenommen. 1951 wurde er zusammen mit befreundeten Studenten wegen „jüdischer, bürgerlicher, nationalistischer und terroristischer Pläne“ verurteilt und musste die Strafe in einem Gulag verbringen. Nach Stalins Tod kam er wieder frei und konnte 1954 sein Studium fortsetzen, das er 1958 in der Meisterklasse von Sergei Jutkewitsch als Regisseur abschloss. Bereits als Student drehte er gemeinsam mit seinen Kommilitonen Boris Ryzarew und Olga Ulizkaja in den Studios der Moldauischen SSR mit Ataman Kodr seinen ersten Spielfilm. Bereits in seinem zweiten Film Die Neunzehn begann eine lange fruchtbare Zusammenarbeit mit dem Komponisten Mikael Tariwerdijew.
1967 fing in der Sowjetunion im Zusammenhang mit dem Sechstagekrieg eine neue Zeit der antisemitischen Repressalien an, was Michail Kalik veranlasste, 1971 mit seiner Familie nach Israel zu emigrieren. Deshalb wurde in der Sowjetunion verboten, über ihn zu schreiben, seine Filme durften nicht mehr aufgeführt werden und sein Name wurde aus dem Register der WGIK-Absolventen gestrichen. Er konnte aber in den letzten Lebensjahren noch erleben, wie seine Werke in Russland wieder aufgeführt wurden.

## Filmografie
- 1958: Die Neunzehn (Junost naschich otzow)
- 1959: Ataman Kodr (Ataman kodr)
- 1960: Ein Wiegenlied (Kolybelnaja)
- 1962: Der Sonne nach (Tschelowek idjot sa solnzem)
- 1966: Auf Wiedersehen, Jungs (Do swidanija, maltschiki)
- 1969: Ljubit… Lieben… (Ljubit)

## Auszeichnungen
- 1960: Locarno Festival: Ehrenpreis für den Film Das Wiegenlied